# Józef Bogdański (oficer)
Józef Bogdański (ur. 12 marca 1898 w Janowie, zm. 15 marca 1941 tamże) – żołnierz armii niemieckiej, oficer Wojska Polskiego w II Rzeczypospolitej, kawaler Orderu Virtuti Militari.

## Życiorys
Urodził się w rodzinie Michała i Katarzyny z Tórzów. Uczeń szkół w Środzie Wielkopolskiej i Pleszewie. Należał do tajnego Towarzystwa Filaretów. W 1917 wcielony do armii niemieckiej i w jej szeregach, w stopniu podporucznika, walczył na frontach I wojny światowej. Po zakończeniu wojny pozostał w Niemczech i działał w środowiskach polonijnych. W 1919 powrócił do Polski, wstąpił do odrodzonego Wojska Polskiego i otrzymał przydział do wielkopolskiego dywizjonu artylerii konnej. W listopadzie 1920, podczas ataku oddziałów Armii Czerwonej w rejonie Rakowa, dowodząc 1 plutonem baterii odrzucił ogniem atakujące oddziały. Kilka dni później ułatwił kawalerii zdobycie wsi Subocze, zmusił też do odwrotu nieprzyjacielski pociąg pancerny. Za bohaterstwo w walce odznaczony został Krzyżem Srebrnym Orderu Virtuti Militari.
Po wojnie pozostał w zawodowej służbie wojskowej i nadal służył w 7 dywizjonie artylerii konnej. 17 grudnia 1931 został mianowany na stopień kapitana ze starszeństwem z 1 stycznia 1932 i 10. lokatą w korpusie oficerów artylerii. W kwietniu 1933 został przeniesiony do 7 pułku artylerii ciężkiej w Poznaniu, a z dniem 31 sierpnia tego roku przeniesiony w stan spoczynku z równoczesnym przeniesieniem ewidencyjnym do Oficerskiej Kadry Okręgowej Nr VII.
Jego hobby to hodowla gołębi pocztowych. Był wieloletnim prezesem Związku Hodowców Gołębi Pocztowych.
Był żonaty z Zofią z Dziembowskich h. Pomian (1896–1972), dzieci: Kazimierz, Aniela, Anna (1931–2007).
Zmarł w rodzinnym Janowie, pochowany na cmentarzu w Mącznikach.

## Ordery i odznaczenia
- Krzyż Srebrny Orderu Virtuti Militari nr 3286
- Krzyż Walecznych[3][1]
- Srebrny Krzyż Zasługi (25 maja 1929)[10][11][12]
- Medal Pamiątkowy za Wojnę 1918–1921
- Medal Dziesięciolecia Odzyskanej Niepodległości